# Girdziszki
Girdziszki (lit. Girdiškės) − wieś na Litwie, w rejonie wileńskim, 2 km na południowy zachód od Bezdanów, zamieszkana przez 7 ludzi. Przed II wojną światową w Polsce, w powiecie wileńsko-trockim województwa wileńskiego.